# Nybygdasjön
Nybygdasjön är en sjö i Osby kommun i Skåne och ingår i Helge ås huvudavrinningsområde. Sjön har en area på 0,287 kvadratkilometer och ligger 78,4 meter över havet. Sjön avvattnas av vattendraget Simontorpsån.

## Delavrinningsområde
Nybygdasjön ingår i det delavrinningsområde (625385-138425) som SMHI kallar för Mynnar i Skeingesjön. Medelhöjden är 104 meter över havet och ytan är 36,86 kvadratkilometer. Det finns ett avrinningsområde uppströms, och räknas det in blir den ackumulerade arean 68,11 kvadratkilometer. Simontorpsån som avvattnar avrinningsområdet har biflödesordning 2, vilket innebär att vattnet flödar genom totalt 2 vattendrag innan det når havet efter 93 kilometer. Avrinningsområdet består mestadels av skog (84 %). Avrinningsområdet har 0,58 kvadratkilometer vattenytor vilket ger det en sjöprocent på 1,6 %.